# Пучкова-Арешко, Анна Васильевна
А́нна Васи́льевна Пучко́ва-Аре́шко (бел. Ганна Пучкова-Арэшка; род. 20 апреля 1978) — белорусская байдарочница. Она выиграла бронзовую медаль на Чемпионате мира по гребле на байдарках и каноэ в Сегеде (K-2 1000 м) в 2006 году.
Совместно с Еленой Беть выступила на летних Олимпийских играх 2004 года в Афинах, дошла до финальной стадии полукилометровой программы двоек, но в финальном заезде заняла девятое место.